# منصة إحسان
إحسان هي منصّة وطنية سعودية للعمل الخيري تعمل على تطوير الحلول التقنية المتقدّمة واستثمار البيانات والذّكاء الاصطناعي بهدف تجويد أثر المشاريع والخدمات الخيرية والتنموية واستدامتها، من خلال الشراكات الفاعلة بين القطاع الحكومي والخاص والقطاع غير الربحي. وصدرت الموافقة عليها بتاريخ 13-08-1441هـ بناءً على الأمر السامي رقم 48019، وتعمل تحت إشراف الهيئة السعودية للبيانات والذكاء الاصطناعي «سدايا» وعدد من الجهات الرسمية الأخرى.

## الأهداف
تهدف المنصة إلى تعزيز قيم العمل الإنساني لأفراد المجتمع من خلال التكامل مع الجهات الحكومية المختلفة وتعظيم نفعها، وتمكين القطاع غير الربحي وتوسيع أثره، وتفعيل دور المسؤولية الاجتماعية في القطاع الخاص والمساهمة في رفع مستوى الموثوقية والشفافية للعمل الخيري والتنموي. كما تساعد المنصّة الجهات غير الربحية المختلفة على تنمية مواردها المالية، وتسهّل عملية التبرع للباحثين عن الخير، بالتكامل مع بقية المنصّات، واطلاعهم على مختلف مجالات التبرع المتاحة في داخل المملكة العربية السعودية في مكان واحد.

## المزايا
تقدم المنصّة فرص تبرع متنوّعة تغطي العديد من جوانب العمل الخيري داخل المملكة وخارجها وفق ما يرِدها من مشاريع وفرص عبر شركائها من الجهات الرَّسمية، وتوفر خيارات متعدّدة لتسريع عملية التبرع. ويغطي التبرع مجالات الصحة والتعليم والإسكان والأوقاف ورعاية الأيتام والأرامل والسجناء وغيرها من المجالات الخيرية والتنموية المختلفة. ومن خلال خدمة المعلومات المفتوحة تعمل «إحسان» على تمكين الشركات والجهات غير الربحية من الوصول إلى التقارير والإحصائيات والمعلومات اللازمة لتسهيل معرفة الأولويات وحجم الاحتياج على مستوى المناطق والأفراد. كما توفر المنصة آلية متطورة ومتقدمة ترفع درجة الموثوقية والشفافية والسهولة في جمع التبرعات، وتسهم في تنظيم ونشر ثقافة العمل الخيري والتنموي. وتخضع المنصّة لمعايير أمنية معتمدة من قبل الهيئة السعودية للبيانات والذكاء الاصطناعي «سدايا». كما تقوم المنصّة باستعراض الفرص المتعددة للجهات المختلفة، بهدف المساهمة في دعم مشاريعها الخيرية والتنموية للفئات المجتمعية الأكثر احتياجاً. وتشتمل خدمات ومنتجات المنصّة على برنامج «هدية إحسان» الذي يتيح للمتبرع أن يتبرع بالنيابة عن أحد أفراد أهله أو أحبابه؛ نشراً لثقافة التبرع وتعزيز الترابط الاجتماعي. بالإضافة إلى برنامج الزكاة، وهو برنامج إلكتروني يغطي جوانب الزكاة المختلفة كزكاة الأسهم وزكاة الذهب والفضة وزكاة عروض التجارة وغيرها. وكذلك بوابة الخدمات الخيرية الخاصة بمسؤولي الجمعيات الخيرية، والتي تسهّل لهم رفع الفرص وعرضها عبر المنصة بشكلٍ مباشر، ورفع تقارير المشاريع، والاطلاع على تقارير التبرعات الواردة لها.

## خدمات القطاع الخيري
توفر المنصّة حساباً مستقلاً لكل جهة خيرية أو غير ربحية لإدارة التبرعات وإصدار التقارير مع مراعاة مستويات الأمان والموثوقية، والتعامل مع كافة بوابات الدفع الإلكتروني. كذلك تزوّد المنصّة المتبرعين بتقارير لحظية حول حالة حملات التبرع، وتغطية تكاليف كل مشروع، وإمكانية التبرع بنقاط الولاء من شركات القطاع الخاص. وتأخذ المنصّة على عاتقها تكريم المتميزين في العطاء التنموي بشكلِ دوري. وللمساهمة في نشر الخير ومضاعفة الأجر، وفّرت المنصّة خدمة «غراس» التي تتيح مشاركة فرص التبرع عبر وسائل التواصل المختلفة، ويتمّ حساب النقاط بعد كل عملية تبرع وإضافتها إلى الصّفحة الشخصية للمساهم.

## الحوكمة
تخضع إحسان وتشدد على الحوكمة وتضعها على قائمة الأولويات، وذلك من خلال أنظمة وقوانين واجراءات تطبقها وتنقل الممارسات العالمية في الحوكمة، وتعمل على الحد من استخدام السلطة الإدارية في غير مصالح المتبرعين والمستفيدين، من خلال الأداء الآلي وتقنيات الذكاء الصناعي وتعزيز الرقابة الداخلية ومتابعة تنفيذ الإستراتيجيات وتحديد أدوار وصلاحيات الإدارة التنفيذية، علاوة على تأكيد أهمية الشفافية والإفصاح، وذلك بغرض ترسيخ نزاهة المعاملات المالية بوضع محددات تخدم المصالح العامة والحقوق الخاصة للمتبرعين والمستفيدين.

## أعضاء اللجنة الإشرافية
1. الهيئة السعودية للبيانات والذكاء الاصطناعي «سدايا» (رئيساً)
2. وزارة الموارد البشرية والتنمية الاجتماعية
3. وزارة الشؤون البلدية والقروية والإسكان
4. وزارة الداخلية
5. وزارة الصحة
6. وزارة التعليم
7. وزارة العدل
8. البنك المركزي السعودي
9. رئاسة أمن الدولة

## الحملة الوطنية للعمل الخيري
في 4 رمضان 1442 هـ الموافق 16 أبريل 2021، أطلقت المنصة «الحملة الوطنية للعمل الخيري» والتي استمرت طوال شهر رمضان 1442هـ. في 6 رمضان 1442 هـ الموافق 18 أبريل 2021 م، تخطت مبالغ التبرعات التي استقبلتها منذ إطلاقها حاجز الـ 300 مليون ريال. واستقبلت منصة إحسان أكثر من 3 ملايين زائر، وأسهمت في خدمة أكثر من نصف مليون مستفيد، عبر أكثر من 200 جهة رسمية شريكة تُعنى بالقطاع الخيري، حيث تجاوزت تبرعات المحسنين لداخل المملكة ما نسبته 99 % من إجمالي التبرعات. كما أتاحت منصة إحسان فرص التبرع خارج المملكة للحالات المُقدمة من مركز الملك سلمان للإغاثة والأعمال الإنسانية بناء على اختيار المتبرع نفسه لتلك الفرص.
وفي 5 رمضان 1445هـ - 15 مارس 2024 تبرع خادم الحرمين الملك سلمان بن عبدالعزيز بمبلغ 40 مليون ريال، وتبرع ولي عهده الأمير محمد بن سلمان بـ 30 مليون ريال، دعما للحملة الوطنية للعمل الخيري. حيث بلغ حجم التبرعات التي تلقتها الحملة الوطنية الرابعة للعمل الخيري إلى أكثر من مليار و800 مليون ريال، وذلك منذ تدشينها في 5 رمضان 1445هـ.

## تطبيق الهواتف الذكية
في عام 2022م أطلقت المنصة تطبيقها للهواتف الذكية، تسهيلاً على المتبرعين وزيادة فرص التبرع، وتوظيف الحلول الرقمية التي طوّرت بها المزيد من التسهيلات في عملية التبرّع، ومن المتوقع أن يسهم التطبيق في تحسين تجربة المستخدم في تقديم التبرّعات بواجهات سهلة التصفح والاستخدام، ووسائل وطرق تبرّع متعددة وسريعة، وإتاحة تفعيل التنبيهات، وغيرها من المزايا الخاصة بالهواتف الذكية.

## وصلات خارجية
- الموقع الرسمي